# FK Neftchi Kotchkor-Ata
Maillots
Le Futbal Klubu Neftchi Kotchkor-Ata (en kirghize : футбол клубу Нефтчи Кочкор-Ата), plus couramment abrégé en Neftchi Kotchkor-Ata, est un club kirghiz de football fondé en 1960 et basé dans la ville de Kotchkor-Ata, dans l'ouest du pays.
Nematzhan Zakirov est actuellement l'entraineur.

## Historique
Fondé à Kotchkor-Ata en 1952 sous le nom de DSK Neftchi Kotchkor-Ata, le club participe pour la première fois au championnat national en 1994. Sa meilleure saison est la saison 2010 : le club réussit à mettre fin au règne en championnat du Dordoi Naryn, tenant du titre depuis six ans, parvient pour la première fois à atteindre la finale de la Coupe du Kirghizistan puis remporte la Supercoupe. Lors de la saison suivante, il termine dauphin du Dordoi Naryn et s'incline une nouvelle fois en finale de Coupe, contre Abdish-Ata Kant.
Le succès en championnat permet au club de participer pour la première fois à une compétition internationale, en l'occurrence la Coupe du président de l'AFC 2011. Il passe avec succès la phase de poules en remportant ses trois matchs avant d'être éliminé en phase finale, notamment à cause d'une défaite face aux Cambodgiens de Phnom Penh Crown.

## Palmarès
| \| - Championnat du Kirghizistan (1) : - Champion : 2010. - Vice-champion : 2011. - Coupe du Kirghizistan (2) : - Vainqueur : 2019, 2021. - Finaliste : 2010 et 2011. \| \| - Supercoupe du Kirghizistan : - Vainqueur : 2010. \| |  |                                                    |
| - Championnat du Kirghizistan (1) : - Champion : 2010. - Vice-champion : 2011. - Coupe du Kirghizistan (2) : - Vainqueur : 2019, 2021. - Finaliste : 2010 et 2011.                                                                |  | - Supercoupe du Kirghizistan : - Vainqueur : 2010. |

## Personnalités du club

### Présidents du club
- Kanybek Masirov

### Entraîneurs du club
- Aleksandr Krestinine (2010-2011)
- Zakir Djalilov (2013)
- Awazbek Amirzaïev (2014)
- Vladimir Vlasitchev (2014)
- Moukhamedjan Akhmedov (2014)
- Nematjan Zakirov